# Phymeurus reductus
Phymeurus reductus är en insektsart som först beskrevs av Willy Adolf Theodor Ramme 1929.  Phymeurus reductus ingår i släktet Phymeurus och familjen gräshoppor. Inga underarter finns listade i Catalogue of Life.